# Pisístrat de Cízic
Pisístrat de Cízic (en llatí Peisistratus, en grec antic Πεισι ́στρατος) fou un polític i militar de Cízic al segle i aC.
En la guerra entre Roma i Mitridates VI Eupator rei del Pont, quan Cízic estava assetjada per Mitridates l'any 74 aC, Pisístrat era el general suprem de les forces de la ciutat i la va defensar amb èxit contra l'exèrcit reial, segons diu Appià.